# Équipe du Brésil féminine de rugby à XV
L'équipe du Brésil féminine de rugby à XV est constituée par une sélection des meilleures joueuses de rugby à XV du Brésil. Elle évolue dans la fédération continentale de Sudamérica Rugby et n'a à ce jour pas participé à une Coupe du monde. En 2024, l'équipe décroche sa qualification face à la Colombie pour participer à la Coupe du monde 2025.

## Histoire
Le premier match féminin de rugby connu au Brésil a lieu en 1987, lors d'un traditionnel tournoi de rugby à sept de fin d'année à São Paulo.
Le Brésil a joué son premier test match international face aux Pays-Bas en 2008, concédé sur le score de 10 à 0. Il faut attendre 2019 pour qu'une équipe soit reformée avec une confrontation face à la Colombie, première opposition sud-américaine. En 2020, les deux pays se disputent une place pour participer à la Coupe du monde féminine de rugby : la Colombie a battu le Brésil par 23-19.
La sélection brésilienne participe au trophée sud-américain qui oppose la Colombie et les États-Unis.
En 2023, elle échoue à se qualifier à la première édition du WXV 2023, après avoir été battu par la Colombie en match de qualification pour la zone sud-américaine. L'équipe enregistre sa première victoire internationale en battant le Portugal sur le score de 10 à 7.
En juin 2024, le Brésil pointe à la 50e au classement mondial mais parviennent à se qualifier pour la Coupe du monde 2025 en battant la Colombie pour la première fois à Asunción, au Paraguay, après sa victoire 34-13 contre la Colombie.